# ღ
Das Ġan (ღ) ist der 23. Buchstabe des georgischen Alphabets. Der Buchstabe stellt den Laut [⁠ɣ⁠] dar und wird im Deutschen mit dem Digraphen gh transkribiert.
Heute wird im Mchedruli-Alphabet nur noch das ღ verwendet. Im historischen Chutsuri-Alphabet gab es noch den Großbuchstaben Ⴖ; das kleingeschriebene Pendant dazu war das ⴖ.
Es war dem Zahlenwert 700 zugeordnet.

## Zeichenkodierung
Das Ġan ist in Unicode an den Codepunkten U+10E6 (Mchedruli) bzw. U+10B6 (Chutsuri-Großbuchstabe) und U+2D16 (Chutsuri-Kleinbuchstabe) zu finden.